# Языковое гнездо
Языковое гнездо (языковые гнёзда) — подход к обучению языкам, основанный на идее погружения в язык и направленный в первую очередь на детей дошкольного возраста. Заключается в том, что в образовательных учреждениях всё общение воспитателей и обслуживающего персонала с детьми ведётся только на родном языке; таким образом, взрослые носители языка принимают участие в образовании детей с их самого раннего возраста, тем самым осуществляя передачу языка между поколениями.
Методика «языковых гнёзд» применяется в первую очередь для возрождения (ревитализации) языков. Как показала практика, данная методика наиболее эффективна в тех случаях, когда требуется принимать срочные меры по спасению языков малых народов, особенно если общение внутри семей происходит уже не на родном языке. Одна из проблем, связанная с этой методикой, заключается в том, что для её использования требуются высококвалифицированные специалисты — как педагоги, так и методисты.

## Исторические сведения
Основы методики были разработаны в конце 1970-х годов педагогами Новой Зеландии применительно к языку маори в ходе кампании по возрождению этого языка; суть методики состояла в том, чтобы дети до 6 лет находились в маори Kōhanga reo («языковом гнезде») — языковой среде маори. Первое языковое гнездо было создано в 1982 году в Уаинуиомате (сейчас это район города Лоуэр-Хатт).
После того, как методика показала свою эффективность в Новой Зеландии, на неё обратили внимание в разных странах. На Гавайях она была применена к гавайскому языку (кампания по его возрождению получила название Punana Leo, что означает «языковое гнездо» по-гавайски).
В Финляндии эту методику начали с 1997 года применять в Саамском регионе в проекте по сохранению инари-саамского и колтта-саамского языков.

## Современное использование методики
В настоящее время в Финляндии во многих детских садах и школах Саамского региона для изучения саамских языков используется система «языковых гнёзд». Общая идея этой системы заключается в том, что и обучение, и общение детей между собой и с преподавателями проходят в условиях полного языкового погружения в изучаемый язык. В дошкольных учреждениях Саамского региона, в которых применяется эта система, дети говорят только по-саамски. В инари-саамских и колтта-саамских школах в нулевых, первых и вторых классах школы образование также ведётся только на саамских языках, затем, постепенно, некоторые предметы начинают преподавать на финском языке; в шестом классе число предметов на финском достигает примерно половины от их общего числа; однако, в целом, с преподаванием предметов на этих языках имеются существенные трудности, поскольку не хватает преподавателей и учебных материалов. Северносаамский язык более распространён в Финляндии по сравнению с инари-саамским и колтта-саамским, поэтому преподавание в школах с обучением на северносаамском обычно ведётся на нём с нулевого по девятый класс почти по всем предметам; есть и гимназии (в которые поступают ученики после девятого класса) с преподаванием на северносаамском.
По мнению Анники Пасанен, руководителя программы «языковых гнёзд» в Саамском регионе Финляндии, сохранение и возрождение языков национальных меньшинств возможно лишь в том случае, если эта методика будет применяться как в дошкольных учреждениях, так и в школах. Пасанен считает, что ситуацию с саамскими языками в Финляндии можно называть достаточно хорошей.
В августе 2009 года правительство Австралии объявило о национальной программе по сохранению языков коренных народов, основанной на принципе языковых гнёзд.

## В России
В России методику преподавания родного языка по методу языковых гнёзд начали осваивать в Карелии в 2000 году. Кроме того, на Таймыре был запущен проект для энецкого языка. Помощью российским педагогам в организации преподавания финно-угорских и самодийских языков по этой методике занимается Общество «Финляндия-Россия». О том, что эту методику можно использовать для спасения финно-угорских языков России, говорила и президент Финляндии Тарья Халонен в 2008 году на V Всемирном конгрессе финно-угорских народов.
Из успешных реализаций этой методики в России можно назвать открытие в двух детских садах Петрозаводска групп — одна с карельским, другая с вепсским языком (2009), а также открытие групп с языком коми в Республике Коми (2011).
- сентябрь 2009 года — ливвиковское наречие карельского языка — 15 человек («Kielipezä» ДОУ № 20, г. Петрозаводск)[4]
- октябрь-ноябрь 2011 года — ливвиковское наречие карельского языка (п. Тукса)[5]
- ноябрь 2011 года — вепсский язык — 14 человек (с. Шелтозеро)[5]
- сентябрь 2011 года — коми (детский сад № 93 «Березка», г. Сыктывкар)[6]
- январь 2012 года — энецкий язык — 8 детей (группа «Языковое гнездо «Каяку» («Солнышко»), г. Дудинка, Таймырский Долгано-Ненецкий район Красноярского края)[7]
- январь 2012 года — долганский язык — 16 воспитанников («Волочанский детский сад», п. Волочанка, г. Дудинка)[8]
- январь 2012 года — нганасанский язык — 20 детей («Волочанский детский сад», п. Волочанка, г. Дудинка)[8]
- ноябрь 2017 года — юкагирский язык («Айылгы», г. Якутск)[9]

### Результаты
Вместе с тем, внедрение методики в России вызвало неоднозначную реакцию. В частности, российско-финляндская рабочая группа по анализу методики «языкового гнезда» посчитала, что в условиях российского полиэтнического общества применение данной методики нецелесообразно и вместо неё следует развивать «концепцию структурирования языковой среды».
Пасанен считает, что ситуацию с саамскими языками в Финляндии можно называть достаточно хорошей, особенно по сравнению с Россией, поскольку дети, даже если у них нет возможности освоить язык дома, имеют такую возможность в детском саду, а затем в школе, при этом, поскольку язык используется для преподавания, он является именно языком общения, а не только изучения. В России, по мнению Пасанен, ситуация существенно хуже, поскольку обучение языкам, как саамскому, так и другим языкам национальных меньшинств, либо не ведётся вовсе, либо ведётся как учебный предмет с акцентом на изучение грамматики, то есть по традиционным неэффективным методикам, в которых разговорным навыкам уделяется мало внимания и язык остаётся лишь объектом преподавания, не становясь средством действия; дети же могут быстро и эффективно выучить язык лишь в том случае, когда это происходит естественным образом и когда им это интересно. Двух часов в неделю, которые отводятся на изучение родного языка в школьных программах во многих районах проживания национальных меньшинств в России, для выживания финно-угорских языков, по мнению Пасанен, совершенно недостаточно, а низкий статус родного языка в школе, по её словам, является для детей чётким сигналом, что «на родном языке можно петь на концерте, но языком образования, цивилизации является русский язык».